# Filetage en dents de scie

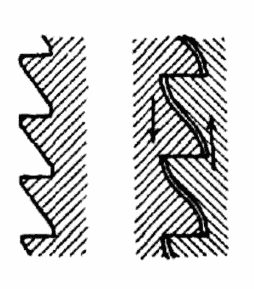
Fonctionnement du filetage en dents de scie.

Le filetage en dents de scie, dont la forme rappelle celle du filetage d’artillerie et conçu pour encaisser les chocs et les pressions, tout en assurant l’étanchéité sur des éléments fabriqués en matière synthétique polymère comme le Téflon.
- raccordement de tuyauterie,
- vanne de cuve,
- bouchon de flacon,

Le profil du filet présente deux faces avec des inclinaisons différentes par rapport à l’axe de la pièce :
- Une face avec un angle de 45°
- la face opposée peut présenter deux angles différents : 7°30’ ou 3°.

## Fabrication
- P = Pas de vis
- X = diamètre moyen ou nominal
- D = diamètre extérieur de la vis
- d = diamètre à fond de filet de la vis
- De = diamètre à fond de filet de l’écrou
- de = diamètre d’alésage de l’écrou
- r = rayon à fond de filet = 0,061 P

- pour un angle α de 7°30 :
  - X = D – 0,5891 P
  - Vis, d = D – 1,3254 P
  - Ecrou, De = D + 0,1472 P, et de = D – 1,1782 P

- pour un angle α de 3°
  - X = D – 0,6334 P
  - Vis, d = D – 1,4252 P
  - Ecrou, De = D + 0,1582 P, et de = D – 1,2668 P